# Hyphessobrycon anisitsi
Hyphessobrycon anisitsi és una espècie de peix de la família dels caràcids i de l'ordre dels caraciformes.

## Morfologia
- Els mascles poden assolir 5,7 cm de llargària total.[5]

## Reproducció
És ovípar. En captivitat, la fresa es realitza entre les plantes de l'aquari i els ous es desclouen, generalment, al cap de 20-24 hores.

## Alimentació
Menja cucs, crustacis, insectes i plantes.

## Hàbitat
Viu a àrees de clima subtropical.

## Distribució geogràfica
Es troba a Sud-amèrica: conques dels rius Paranà i Uruguai.